# Higher Ground (Stevie Wonder)
Higher Ground is een single van Stevie Wonder uit 1973 van zijn album Innervisions. Omdat Wonder hier zeer spectaculair piano speelt, wordt het bij bijna alle concerten uitgevoerd. Ook speelde hij het nummer op Live 8.

## Versie van Red Hot Chili Peppers
Het nummer was de eerste single van het album Mother's Milk van de Californische band Red Hot Chili Peppers en werd uitgebracht in 1989. The Peppers hadden met dit nummer hun eerste hit in de Verenigde Staten. Het wordt ook vaak live gespeeld.
In deze versie van het nummer is het tempo verhoogd en het is voorzien van een achtergrondkoor. Dit koor bestond uit vrienden van de band, zoals de vroegere gitarist Jack Sherman. Ditzelfde koor is ook op de achtergrond te horen in het nummer Good Time Boys van hetzelfde album.